# فرضيت (المهرة)

تعديل مصدري - تعديل

فرضيت هي إحدى قرى عزلة حبروت بمديرية شحن التابعة لمحافظة المهرة، بلغ تعداد سكانها 40 نسمة حسب تعداد اليمن لعام 2004.